# John Anderson (calciatore 1921-2006)
John Anderson (Salford, 11 ottobre 1921 – 8 agosto 2006) è stato un allenatore di calcio e calciatore inglese, di ruolo centrocampista.

## Carriera
Centromediano, nel marzo del 1938 viene inserito nelle giovanili del Manchester United. Nel dicembre successivo firma il suo primo contratto professionistico, all'età di 17 anni, ma deve aspettare la fine della seconda guerra mondiale prima di scendere in campo.
Il 20 dicembre 1947, a 26 anni, debutta in campionato contro il Middlesbrough (2-1). Totalizza 40 presenze e 2 reti con Matt Busby.
In seguito gioca per Nottingham Forest e Peterborough United.

## Palmarès

### Club

#### Competizioni nazionali
- Coppa d'Inghilterra: 1

Manchester United: 1947-1948
- Third Division: 1

Nottingham Forest: 1950-1951